# Le Vent de la nuit (film)
Pour les articles homonymes, voir Le Vent de la nuit.
Pour plus de détails, voir Fiche technique et Distribution.
Le Vent de la nuit est un film français de Philippe Garrel, sorti en France en 1999

## Synopsis
Paul, un sculpteur d'une trentaine d'années, séduit Hélène, une bourgeoise mariée âgée de plus de cinquante ans. Lors d'un voyage en Italie, Paul sympathise avec Serge, un ex-soixante-huitard désabusé. En route pour Paris, dans la voiture de Serge, les deux hommes devisent et confrontent leurs solitudes respectives...

## Fiche technique
- Titre anglais : Night Wind ou The Wind of the Night
- Titre original : Le Vent de la nuit
- Réalisation : Philippe Garrel
- Scénario : Xavier Beauvois, Marc Cholodenko, Philippe Garrel, Arlette Langmann
- Production
  - Producteur : Alain Sarde
  - Producteur exécutif : Nicolas Lemercier
- Musique : John Cale
- Photographie : Caroline Champetier
- Son : René Levert
- Son post-production : Antoine Bonfanti
- Montage : Françoise Collin
- Décors : Mathieu Menut
- Costumes : Elisabeth Tavernier
- Pays :  France- Italie- Suisse
- Genre : drame
- Durée : 95 minutes
- Date de sortie : 3 mars 1999

## Distribution
- Catherine Deneuve : Hélène
- Daniel Duval : Serge
- Xavier Beauvois : Paul
- Jacques Lassalle :	Le mari d'Hélène
- Daniel Pommereulle : Jean le sculpteur
- Marc Faure :	Le médecin
- Marie Vialle : La jeune femme dans l'escalier
- Anita Blonde : La prostituée
- Laurence Girard : La pharmacienne
- Juliette Poissonnier : La boulangère
- Stuart Seide : Le dragueur
- Pierre Forest : Le réceptionniste

## Réplique
Hélène : « Quand on s'est rencontrés et que tu t'es déclaré, je me suis dit : 'Ce type-là, il est fou', j'y croyais pas. Qu'est-ce qu'il cherche ?... Et puis, je me suis rendu compte que j'en avais envie et je me suis dit : 'Même si c'est pour ton pognon, ma pauvre fille qu'est-ce que t'en as à foutre, tu l'emporteras pas avec toi !' Alors, je me suis dit : 'OK pour tout flamber !' J'parle pas de l'argent, là, je parle de moi. Et maintenant, c'est toi. »